# Deutsches Chemie-Museum Merseburg
Das Deutsche Chemie-Museum Merseburg (dchm) ist ein 1993 gegründetes Museum zur Präsentation der Entwicklung der chemischen Industrie in der Region Mitteldeutschland anhand von originalen chemischen Ausrüstungen und Anlagen. Es nimmt auf dem Campus Merseburg eine Fläche von 36.255 Quadratmetern ein. Das Deutsche Chemie-Museum Merseburg ist einzigartig in Europa und besitzt Weltrang.

## Geschichte
Das Museum wurde im Zuge der deutschen Wiedervereinigung nach dem Abbau vieler Industrie- und Chemieanlagen in Mitteldeutschland aus der Motivation gegründet, technikhistorisch bedeutsame chemische Apparaturen und Anlagen vor dem Verlust zu retten und als Ausstellungsstücke zu einer umfassenden Sammlung zusammenzuführen.
Der Verein Sachzeugen der chemischen Industrie e. V. (SCI) wurde 1993 gegründet, um eine entsprechende Museumsarbeit durchführen und finanzieren zu können (Vorstandsvorsitzende: Klaus Krug und seit 2010 Thomas Martin, Professor für Verfahrenstechnik an der Hochschule Merseburg).
Das vom Verein „SCI“ aufgebaute und geführte Museum arbeitet mit der Hochschule Merseburg eng zusammen, die 1992 auf dem Campus Merseburg gegründet wurde und die Hausherrenfunktion von der ehemaligen Technischen Hochschule „Carl Schorlemmer“ Leuna-Merseburg übernommen hat.
1997 startete das Projekt Chemie zum Anfassen, um Schüler und komplette Klassen in Schülerlaboren chemisches Wissen experimental zu vermitteln. Im Jahre 2003 wurden die Bereiche der Schülerprojekte erweitert und das Konzept in Richtung Chemie zum Anfassen und Technik begreifen weiterentwickelt. Bis zum Jahresende 2005 nahmen rund 33.000 Schüler an insgesamt 45 Praktikumsreihen (500 einzelne Experimente) teil.

## Ausstellung

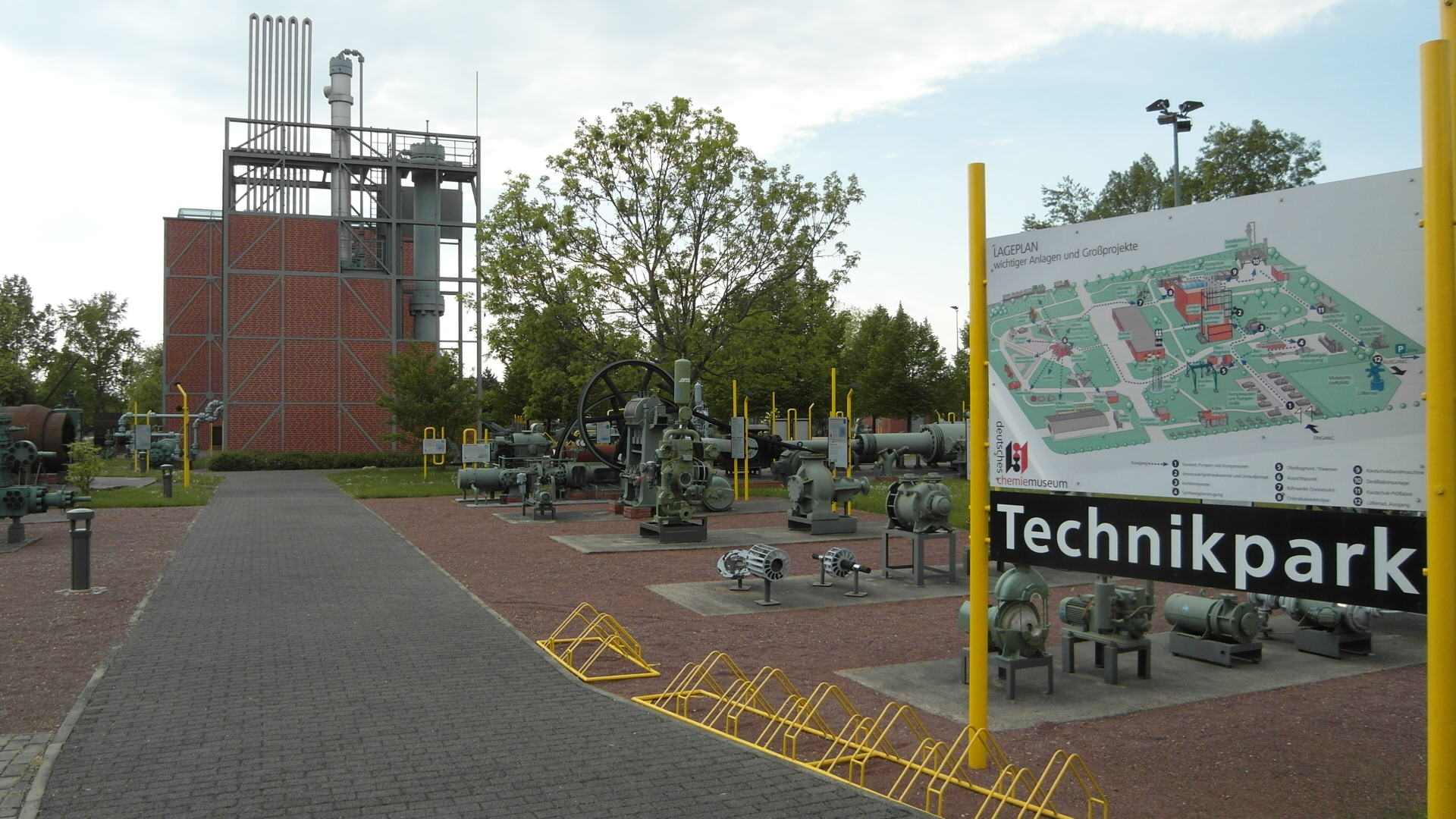
Deutsches Chemie-Museum Merseburg, Technikpark (2014)

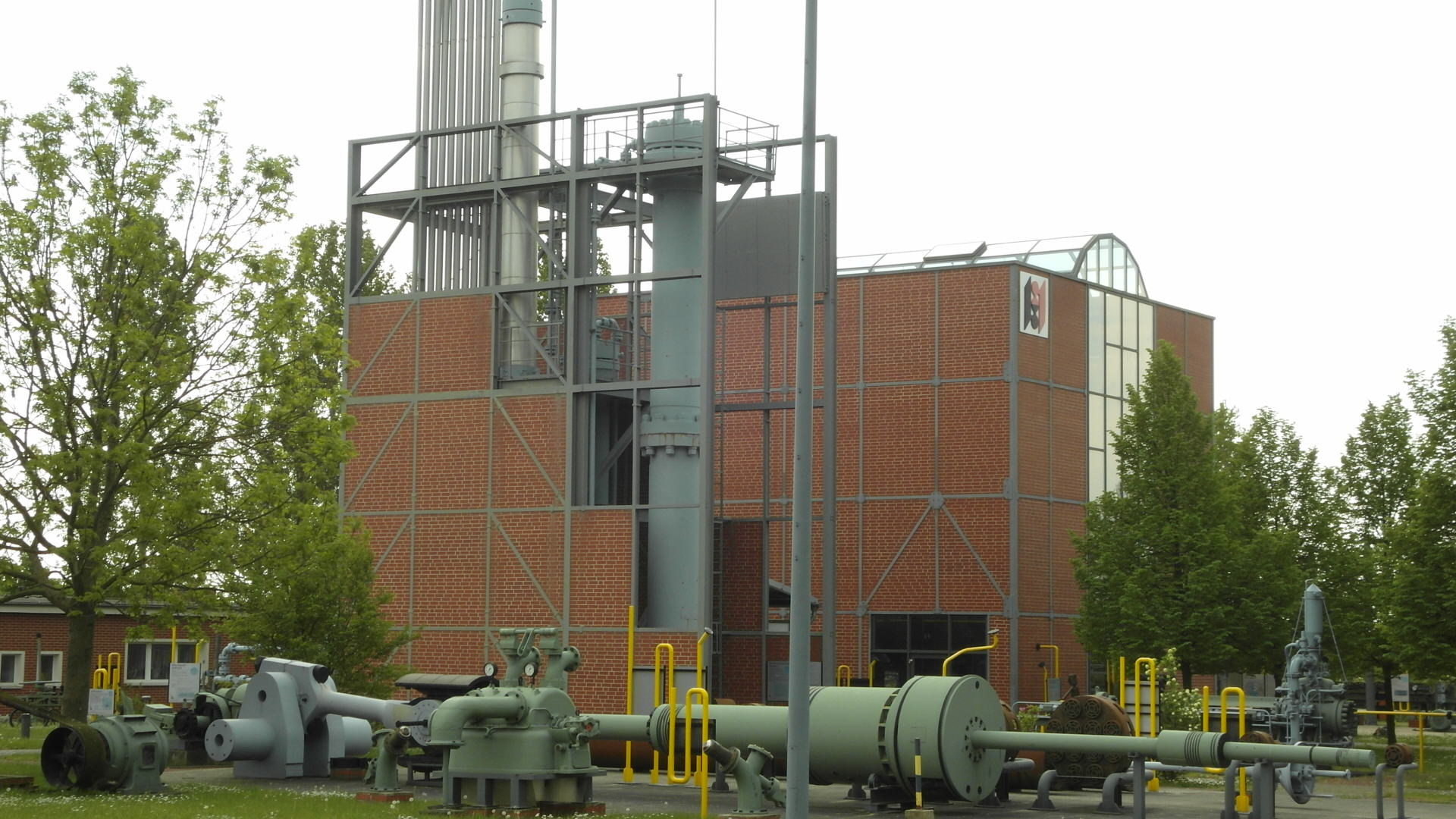
Deutsches Chemie-Museum Merseburg, Ammoniak-Synthesekammer (2014)

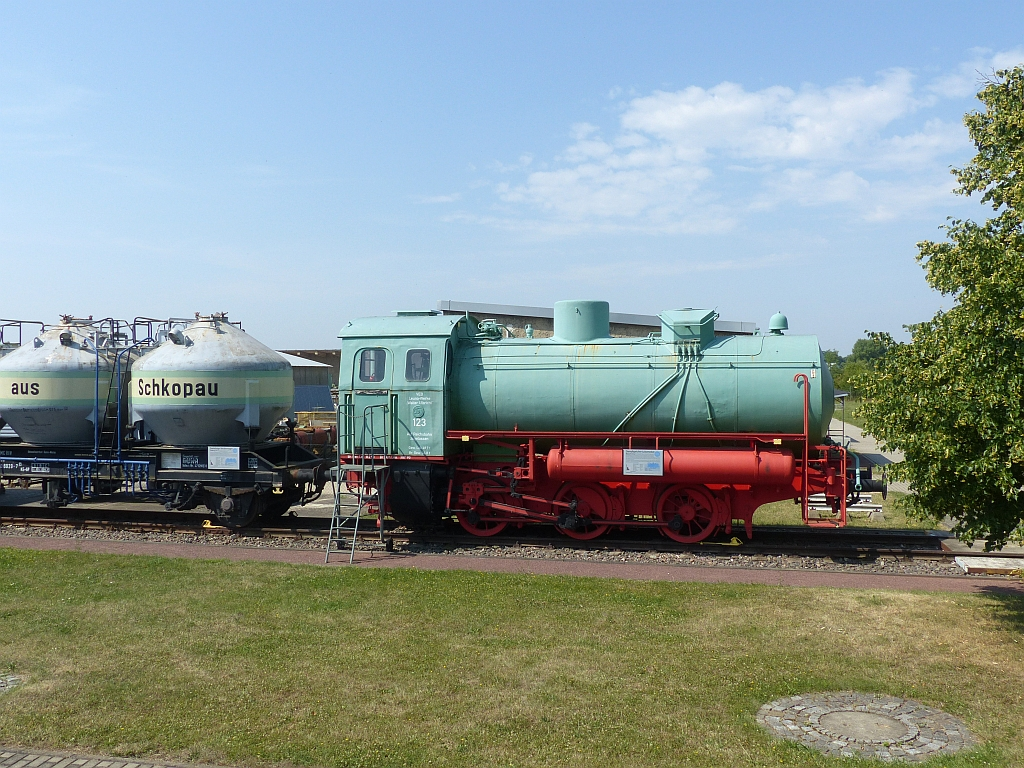
Deutsches Chemie-Museum Merseburg, Chemie-Zug (2015)

Insgesamt besteht die Sammlung aus rd. 5.000 Objekten, von denen mehr als 300 in einem Technikpark besichtigt werden können. Wichtige Quellen dieser Sachzeugen aus der chemischen Industrie waren die benachbarten Großunternehmen des mitteldeutschen „Chemie-Dreiecks“ Halle/Merseburg, Leipzig/Böhlen, Dessau/Bitterfeld, insbesondere die Leuna-Werke in Leuna sowie die Buna-Werke in Schkopau.
Als wichtigste Exponate bezeichnet das Museum seine mittig auf dem Museumsgelände befindliche Ammoniak-Synthesekammer und die zugehörige große Umlaufpumpe, beide aus den Anfangsjahren 1916/1917 der großtechnischen Ammoniaksynthese nach dem Haber-Bosch-Verfahren. Diese Exponate sind in zwei großen Backsteingebäuden untergebracht. Die funktionsfähige Umlaufpumpe für das Hochdruckverfahren ist in einem besonderen Ausstellungsraum zu sehen.
Das Museum stellt im Eingangsbereich und auf dem kompletten Museumsgelände eine Vielzahl verschiedener Typen von Pumpen und Kompressoren sowie vielfältige andere Ausrüstungen der chemischen Industrie aus.
Von einem kleinen Aussichtshügel übersieht man den südlichen Teil des Museums, der folgende Chemieanlagen beherbergt:
- Lüfterrad des Chemieanlagenbaus Grimma.[5]
- Chemiezug
- Kratzkühler zur Entparaffinierung von Erdölfraktionen
- eine Mischanlage chemischer Stoffe,
- historische Anlage zur Synthese von Zeolithen,
- Nietvorgänge erklärt an Beispielen aus der Industrie
- Anlagen zur mechanischen Stofftrennung
- Reaktoren zur Herstellung von Polyvinylchlorid und zur Elektrolyse von Calciumcarbid
- Anlage zur Hochdruckpolymerisation von Ethylen
- Destillationsanlage
- eine Kautschukbandmaschine und das Kautschuk-Prüflabor aus einer ehemaligen Anlage der Buna-Werke in Schkopau
- Produktionsreihe zur Chloralkalielektrolyse mit den Elektrolysezellen: Diaphragmazelle, Membranzelle und Amalgamzelle.

In diesem Bereich ist auch ein Zug mit drei für den chemischen Betrieb typischen Wagen und einer aus den Leuna-Werken stammenden Dampfspeicherlokomotive des Typs FLC aus LKM-Produktion aufgestellt worden. Zuvor war diese Maschine nach ihrer Außerdienststellung zunächst beim Merseburger Bahnhof und danach im Luftfahrt- und Technikmuseum Merseburg ausgestellt. Die ebenfalls dort ausgestellte Akku-Lokomotive des Typs LEW EL 16 stammt zwar aus Armeebeständen, Fahrzeuge dieses Typs waren aber auch von Industriebetrieben u. a. den Leuna-Werken beschafft worden.

## Art der Präsentation
Die Museumsobjekte sind thematisch in Sachgruppen zusammengestellt. Die einzelnen Objekte werden auf zugeordneten Informationstafeln beschrieben und genau erklärt, sodass der Besucher nach eigener Auswahl seine Besichtigung vornehmen kann. Darüber hinaus bietet ein Besucherservice auch geführte Besichtigungen an mit einer geschichtlichen Einordnung und mit Vorführungen (z. B. funktionsfähige große Umlaufpumpe für die präsentierte Hochdrucktechnologie).